# پستک
پستک، محله ای در دل گلسار  بخش مرکزی شهرستان رشت در استان گیلان ایران است و معروف ترین و قدیمی ترین محله گیلان است که حدود ۳۰درصد جمعیت اصیل رشت در این محله زندگی می کردند که شامل قدیمی ترین خانوار های اصیل گیلانی هستند.

## جمعیت
این محله در بخش مرکزی قرار دارد و براساس سرشماری مرکز آمار ایران در سال ۱۳۸۵، جمعیت آن ۱۲۶ نفر (۳۷خانوار) بوده‌است. که در حال حاضر یکی از پرجمعیت ترین محله های استان گیلان است این محله شاه راه ارتباطی به روستا ها و شهر است و بیشترین پیشرفت ها را از نظر رشد جمعیت ، امکانات ،‌فرهنگ ، امنیت ، افزایش قیمت ملک و زمین در خطه شمال دارد محله پستک چندین زیر مجموعه از جمله استاد معین ، ۲۰ متری گاز ، طالقانی ، آلمان را در بر میگیرد و بزرگترین محله استان گیلان است. آب زیر زمینی این منطقه بهترین آب زیرزمینی کل رشت محسوب می شود. بزرگترین رودخانه گیلان از این محله گذر میکند در سالیان گذشته در آن ماهی میگرفتند و شنا میکردند.